# 双雷公路
双雷公路，是云南省德宏傣族景颇族自治州瑞丽市的一条公路，曾是云南省省道（曾用编号S321）。起点位于勐卯镇双卯，经姐相，终点在弄岛镇雷允，长37.4公里。

## 历史
双雷公路始建于1941年，时为畹雷公路的一部分，畹雷公路起于畹町，连接滇缅公路，终点在雷允飞机制造厂，长59千米，无铺装，晴通雨阻，因长期无人维修而毁坏:52。1964年，修复双卯至雷允公路:40，1974年铺设沥青道面:46。1983年，修成芒市戛中至瑞丽江桥公路，双雷公路与该新修路段合称戛雷公路，全长56.37公里:451。戛雷公路后来划入云南省省道，编号S321:58。《云南省道网规划修编（2016—2030 年）》出台后，S321编号改由怒江州六库至兰坪公路使用，戛雷公路不再是省道。